# Paul Barfoed Møller
Paul Barfoed Møller (født 1. september 1925 i Fredericia, død 14. februar 1989, i en række film krediteret som Poul Møller) var en dansk skuespiller.
Han var elev af Poul Juhl. Paul Møller blev uddannet på de Frederiksbergske teatrets elevskole 1947-48 og Odense Teaters elevskole 1948-50. Han debuterede i 1947 som Patricius i Caligula på Riddersalen i København. Fra 1950 var han igen knyttet til Odense Teater - i årene 1951-55 tillige som regissør, 1955-69 som overregissør og derefter udelukkende som skuespiller, hvor han gennem årene på scenen spillede med i bl.a. Guys and Dolls, Et Jule Eventyr, En skærsommernatsdrøm, Svejk, etc. og havde i 1988, 40 års jubilæum ved Odense Teater, som afslutning på sin aktive karriere.

## Privatliv
Paul Barfoed Møller blev den 6. april 1950 gift med skuespillerinden Vibeke Terndrup Møller, som han fik to døtre med, Solveig Barfoed Møller og Charlotte Terndrup. Han blev senere skilt og gift igen med skuespillerinde og danser Toni Maisie, som han fik børnene Nicoline Maisie Møller Devic og Rasmus Møller med.

## Udvalgt filmografi
- Frihed, lighed og Louise - 'Apoteker' - 1944, film (m. Ib Schønberg)
- Op med lille Martha - 1946, film (m. Lily Broberg)
- Vores lille by - 'Skolelæreren' - 1954, film (m. Arthur Jensen)
- Splintret emaille - 1956, Documentarfilm
- Panik i paradis - 'En portier' 1960, film (m. Dirch Passer)
- Det kære legetøj - 'Dommer' - 1968, film (m. Holger Juul Hansen)
- Flugten - 'Henning' - 1973, film (m. Ole Ernst)
- Per - 'Ekspedient i pornoforretning' - 1975, film (m. Ole Ernst)
- Hyrder - 'Belinsky' - 1975, TV film
- Jeppe på bjerget - 'Jakob Skomager' - 1981, film (m. Buster Larsen)

### Tv-serier
- Fiskerne - 'Brugsuddeler' - 1977, TV serie (m. Otto Brandenburg)